# Лауреаты Государственной премии Российской Федерации за 2023 год
Лауреаты Государственной премии Российской Федерации за 2023 год были названы указом президента России 11 июня 2024 года. Указы были подписаны 11 июня 2024 года. Награждение состоялось 12 июня 2024.
Размер государственной премии РФ составляет 10 млн рублей.
Отбор заявок на государственную премию Российской федерации в области науки и технологий проводил Совет при Президенте Российской Федерации по науке и образованию с 1 сентября 2023 года . Отбор заявок на государственную премию РФ в области литературы и и искусства проводит Совет при президенте Российской Федерации по культуре и искусству 

## Лауреаты в области науки
за разработку, научное обоснование и реализацию в практике отечественного здравоохранения оригинальных технологий трансплантации жизненно важных органов:
- Готье, Сергей Владимирович — академик Российской Академии Наук, директор федерального государственного бюджетного учреждения «Национальный медицинский исследовательский центр трансплантологии и искусственных органов имени академика В. И. Шумакова» министерства здравоохранения Российской Федерации"
- Минина, Марина Геннадьевна — доктор медицинских наук, заведующая Московским городским координационным центром органного донорства государственного бюджетного учреждения здравоохранения города Москвы Городская клиническая больница имени С. П. Боткина департамента здравоохранения Москвы;
- Хубутия, Могели Шалвович — академик Российской академии наук, президент «Научно-исследовательский институт скорой помощи им. Склифосовского департамента здравоохранения города Москвы».

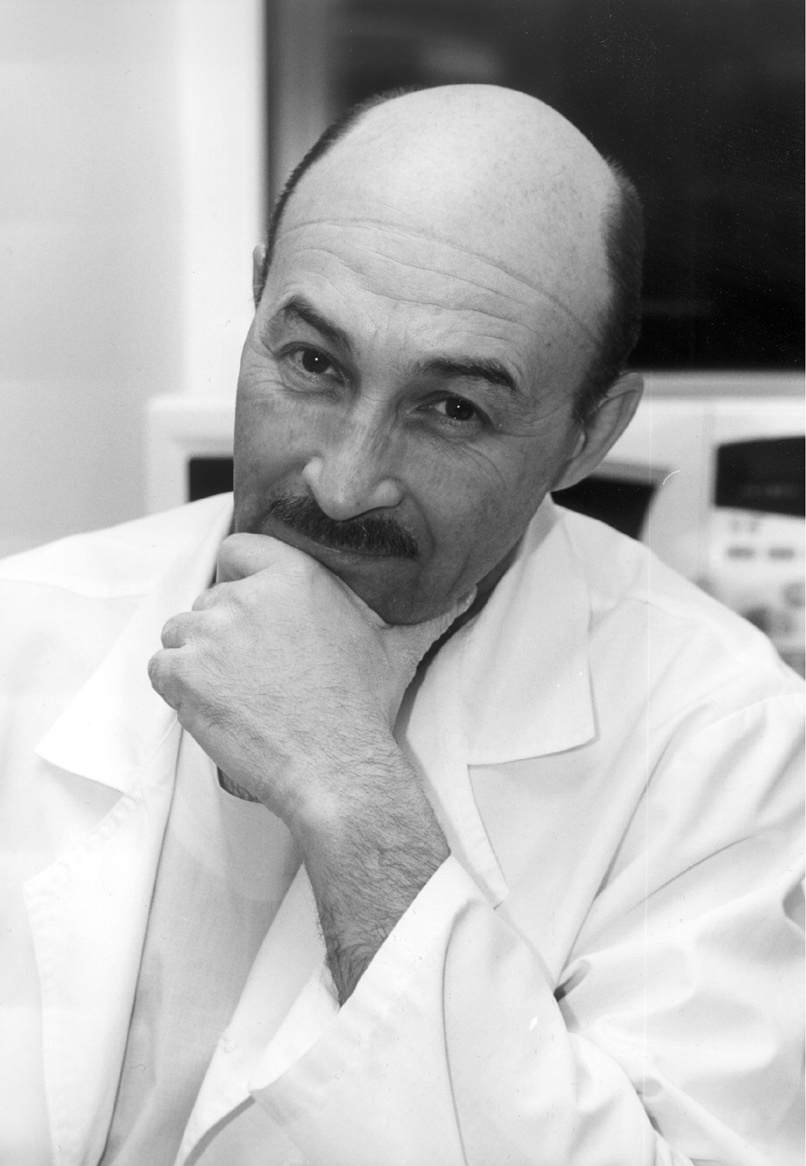
Готье С.В.
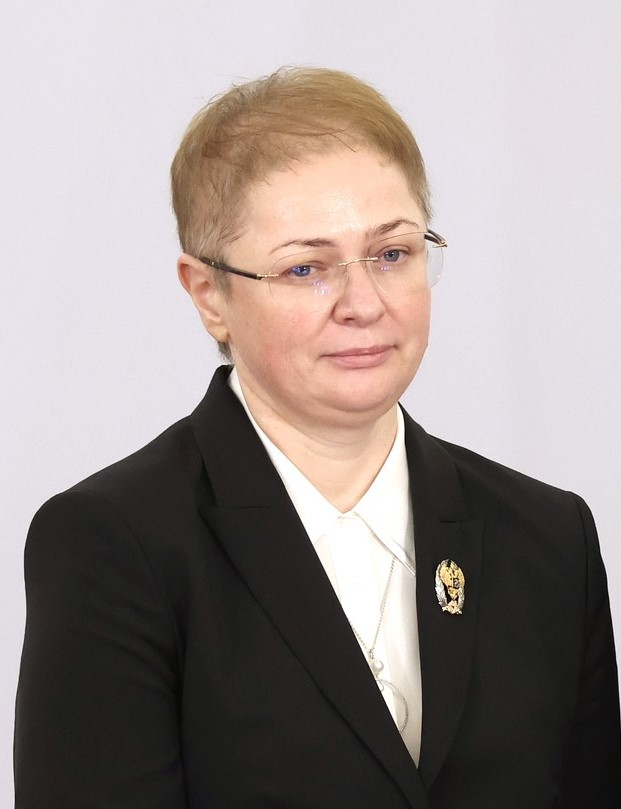
Минина М.Г.
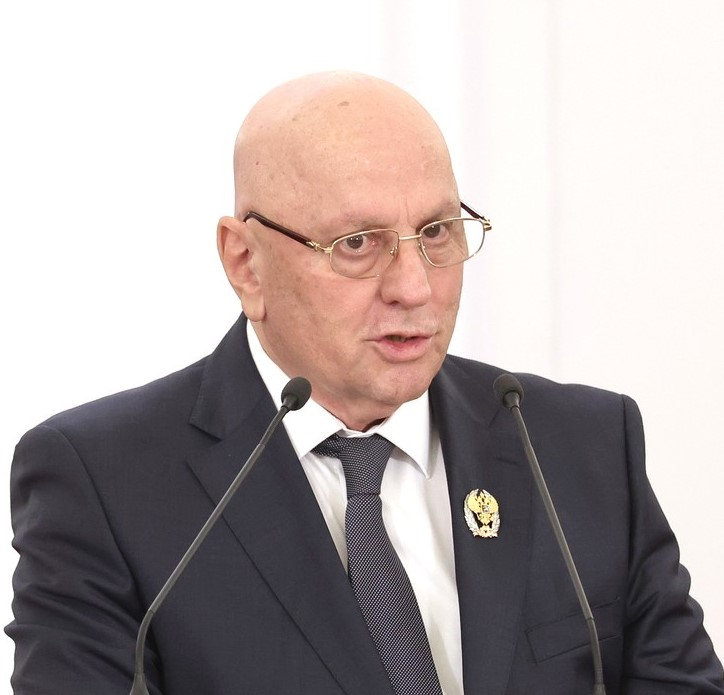
Хубутия М.Ш.

за цикл фундаментальных и прикладных научно-исследовательских, опытно-конструкторских и опытно-технологических работ, которые внесли выдающийся вклад в разработку научно-технических основ, обоснование и реализацию стратегии двухкомпонентного развития ядерной энергетики Российской Федерации.
- Ковальчук, Михаил Валентинович — член-корреспондент Российской академии наук, президент "Национального исследовательского центра «Курчатовский институт»,
- Адамов, Евгений Олегович — доктор технических наук, научный руководитель акционерного общества «Ордена Ленина Научно-исследовательский и конструкторский институт энерготехники имени Н. А. Доллежаля»
- Асмолов, Владимир Григорьевич — доктор технических наук, советник гендиректора госкорпорации по атомной энергии «Росатом».

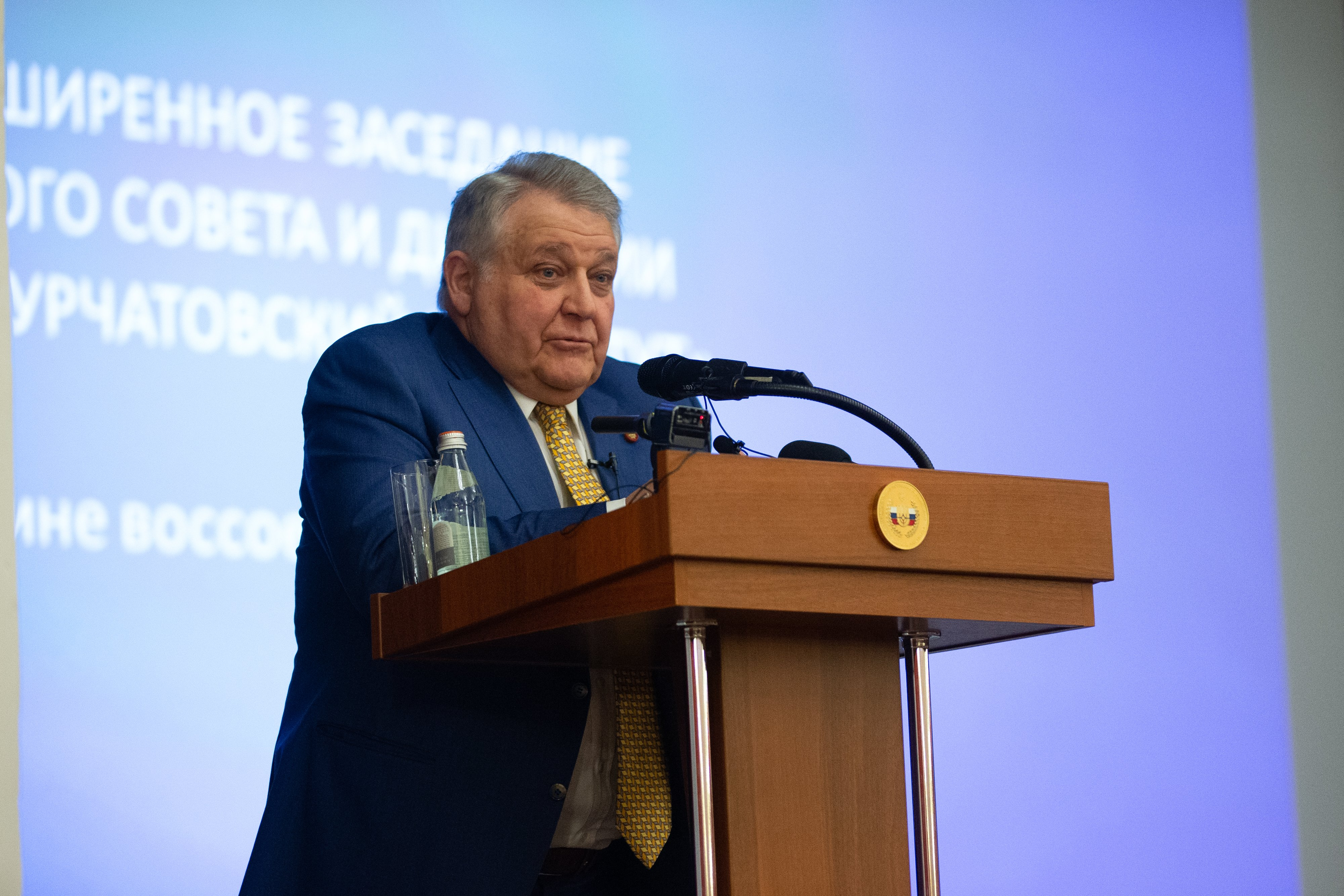
Ковальчук М.В.
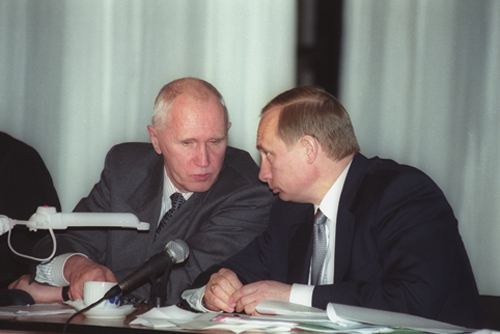
Адамов Е.О.
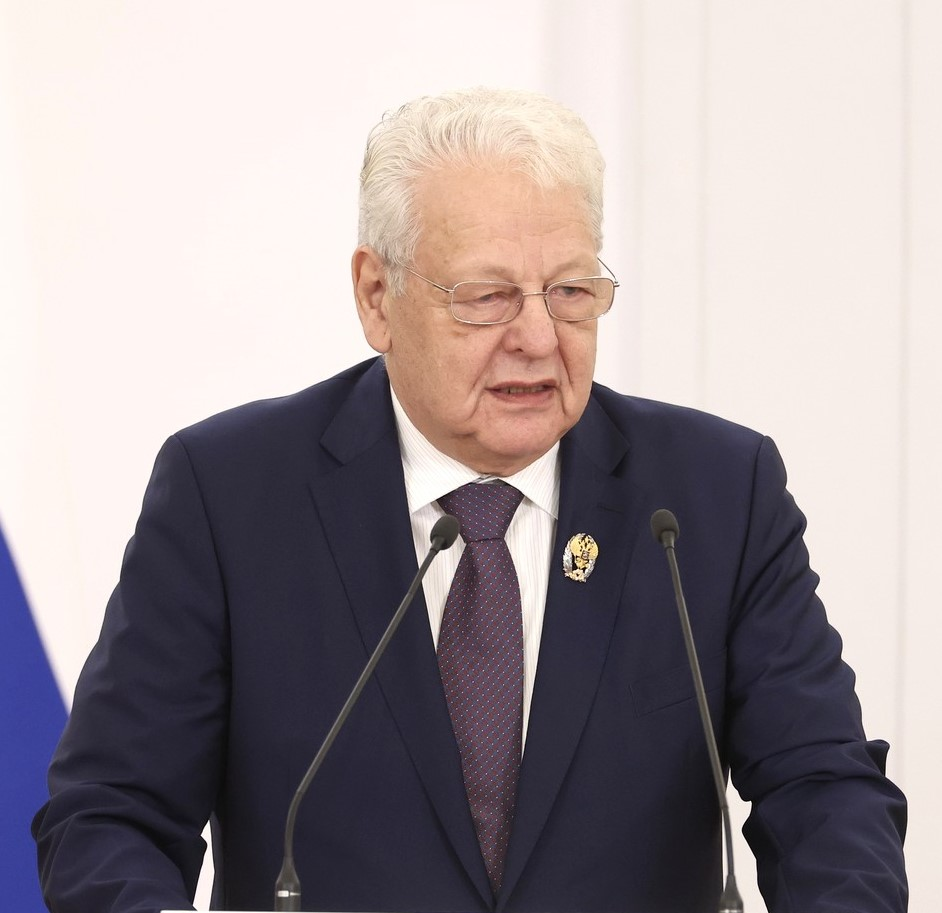
Асмолов В.Г.

за цикл фундаментальных и прикладных работ по изучению функций гена основного опухолевого супрессора р53 в норме и патологии:
- Чумаков, Пётр Михайлович — член-корреспондент Российской академии наук, главный научный сотрудник Института молекулярной биологии им. Энгельгардта Российской академии наук.[7]

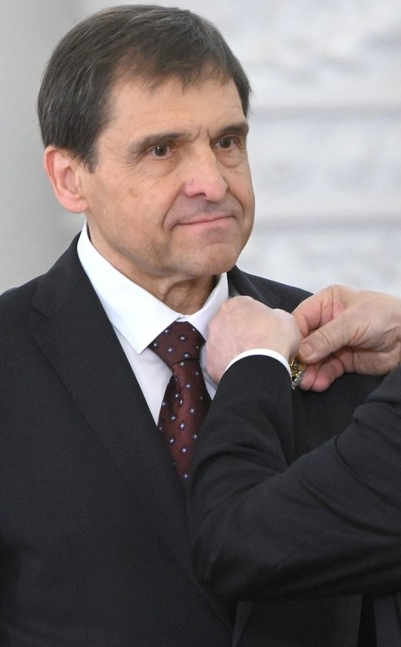
Чумаков П.М.

## Лауреаты в области литературы и искусства
за вклад в развитие отечественного и мирового музыкального искусства:
- Абдразаков, Ильдар Амирович — певец

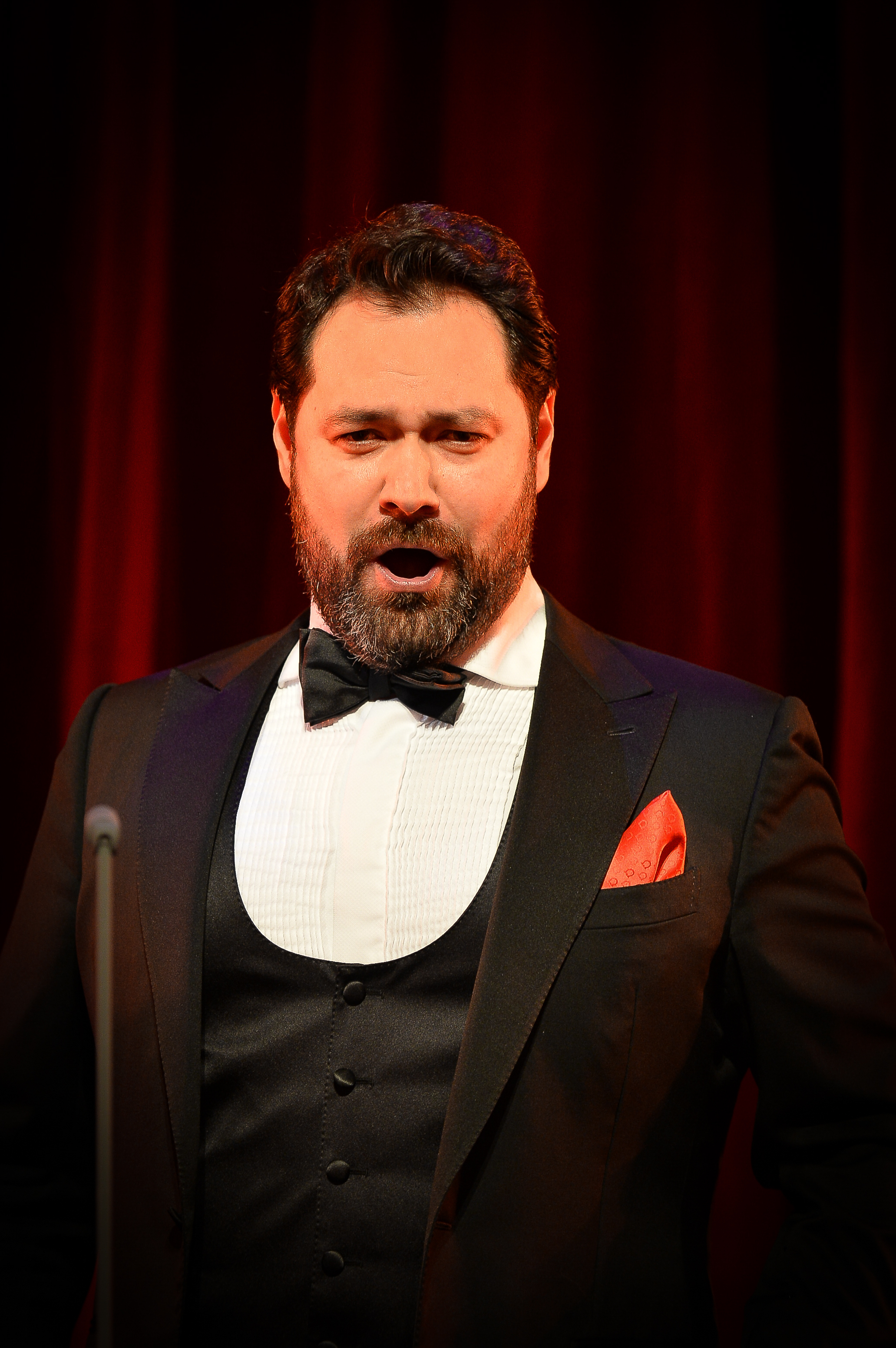
Абдразаков, И.А.

за создание памятников и мемориалов, посвященных знаковым событиям отечественной истории:
- Коробцов, Андрей Сергеевич — скульптор
- Фомин, Константин Евгеньевич — скульптор

Коробцов А.С.
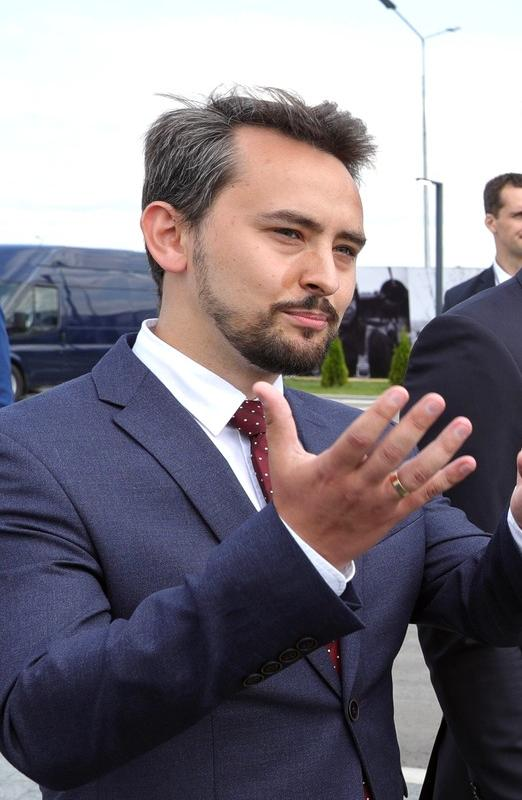
Фомин К.Е.

за вклад в возрождение Царскосельского дворцово-паркового ансамбля:
- Таратынова, Ольга Владиславовна — директор государственного художественно-архитектурного дворцово-паркового музя-заповедника «Царское Село»
- Игдалов, Борис Павлович — директор общества с ограниченной ответственностью «Царскосельская янтарная мастерская»[8]

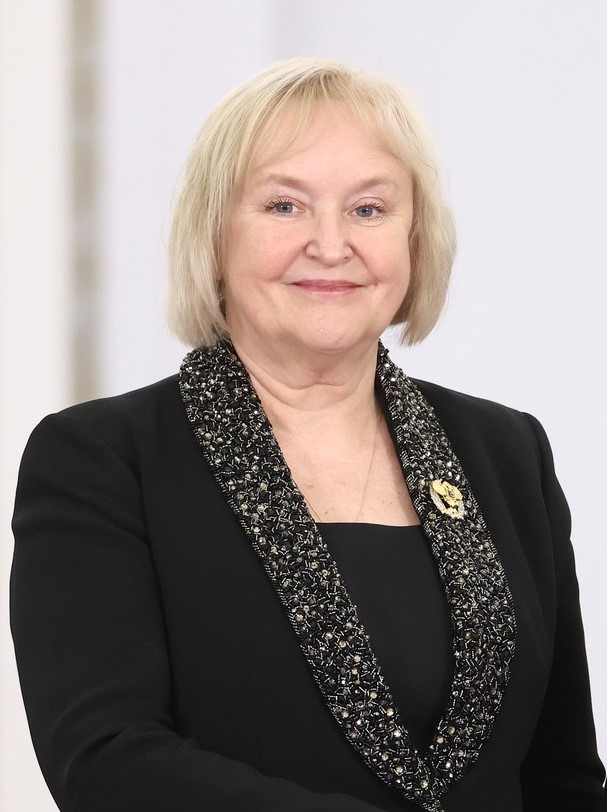
Таратынова О.В.

## Лауреаты в сфере правозащитной деятельности
- Белехова, Юлия Александровна — руководитель автономной некоммерческой организации «Комитет семей воинов Отечества».[9]

## Лауреаты в сфере благотворительной деятельности
- Слабжанин, Николай Юрьевич — исполнительный директор межрегиональной благотворительной общественной организации Российский Комитет «Детские деревни — SOS»[10].

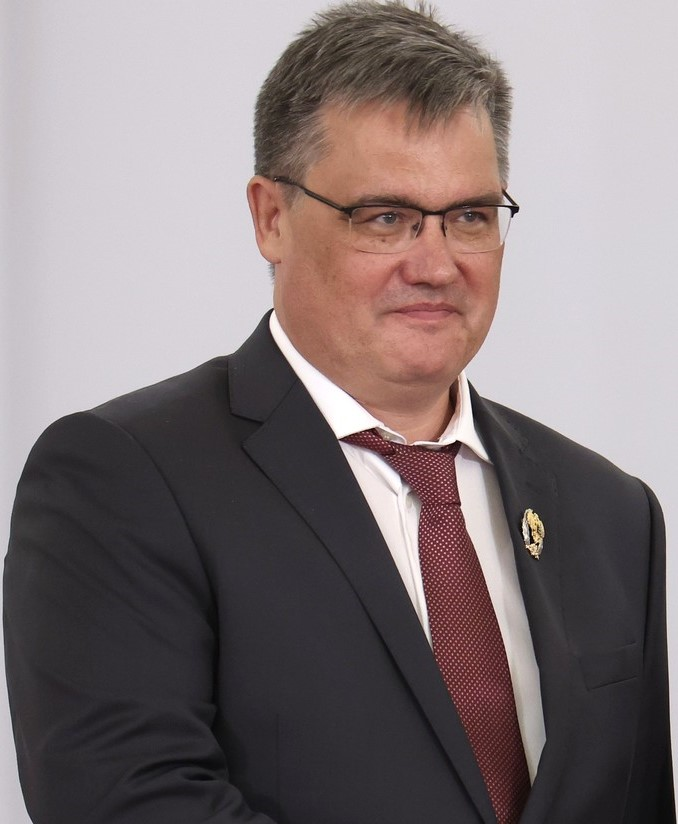
Слабжанин Н.Ю.